# Glogov Brod
Glogov Brod este o localitate din comuna Brežice, Slovenia, cu o populație de 133 de locuitori.